# 마르코 모타
마르코 모타(이탈리아어: Marco Motta, 1986년 5월 14일, 메라테 ~ )는 이탈리아의 축구 선수로, 현재 리가 1의 페르시자 자카르타에서 뛰고 있다.